# Stevens County (Kansas)
Stevens County je okres ve státě Kansas v USA. K roku 2010 zde žilo 5 724 obyvatel. Správním městem okresu je Hugoton. Celková rozloha okresu činí 1 885 km².